# 愛爾蘭鎊
愛爾蘭鎊 （英語：Irish pound ) 是愛爾蘭在2002年之前的流通貨幣。 貨幣編號IEP。愛爾蘭是首批歐元區國家，于1999年加入歐元區。2002年1月1日起，歐元取代愛爾蘭鎊，成為愛爾蘭的法定及流通貨幣。1歐元=0.787564愛爾蘭鎊。 

## 外部連結
- 爱尔兰的历史钞票 （页面存档备份，存于） （英文）（德文）